# 그라디우스 네오
그라디우스 네오(GRADIUS NEO)는 2004년에 코나미가 모바일 게임으로 출시한 휭스크롤 슈팅게임이다. 그라디우스 시리즈의 최초 모바일 게임이다. 2005년에 컴투스를 통해 대한민국에 유통되었다.

## 개요
그라디우스 시리즈의 기본적인 형태를 답습하면서, 상황에 따라 옵션의 배치를 변경할 수 있는 포메이션 시스템을 탑재하여 파워 캡슐이 붉은색과 녹색으로 2 종류로 나뉘며 녹색이 포메이션의 취득에 관계하는 캡슐이다. 옵션 4개와 레이저를 장비하여 각 포메이션에 대응한 강력한 공격(SPECIAL ATTACK)을 할 수 있다. 또, 이러한 시스템을 살리기 위해 전작과 달리 게임시작시 옵션 2개가 기본적으로 장착되어 있다.

## 줄거리
혹성 그라디우스의 전성기부터 수천년 후, 우주에서는 새로운 문명이 생겨나고 있었다. 그때 군사 국가 라즈가 라즈 제국을 자칭해 전우주의 지배를 계획한다. 장기화하는 전쟁에서 라즈 제국은 과거의 기술을 발굴하고 이것으로 최종 결전으로 몰아내고 있었다. 그런데 어느 날, 라즈 제국이 개발하고 있던 초시공 전투기 "포스 바이퍼(FORCE VIPER)"가 그라디우스 연합군에게 탈취당해 기이하게도 그것을 제국을 향한 반격에 이용되게 되었다.

## 파워업 시스템

### 파워업 게이지
파워업은 전작과 똑같이 붉은색 파워업 캡슐로 사용한다. 기본 설정은 쉴드 부분이 그라디우스 II의 포스 필드라는 점을 제외하고는 그라디우스의 파워업을 사용한다.
- S (SPEED UP／스피드 업)
- M (MISSILE／미사일)
- D (DOUBLE／더블)
- L (LASER／레이저)
- O (OPTION／옵션)
- ? (FORCE FIELD／포스 필드)

### 포메이션 게이지
옵션의 포메이션을 사용하는 게이지로 녹색 파워업 캡슐로 사용한다. 레이저를 사용하고 옵션 4개를 모두 얻은 상태에서 포메이션을 사용하는 경우 그 포메이션에 따른 특수공격을 한다. 포메이션에 따라 옵션의 배치가 결정된다.
- R (ROUND／라운드)
옵션이 기체 주변에서 회전한다. 그라디우스 III의 롤링 옵션과 같으며 특수공격은 二(이)자 모양의 레이저를 발사하는 트윈 레이저이다.
- C (CROSS／크로스)
옵션이 기체 주변에서 十(십)자 형태를 형성하며 특수공격은 라운드 블렛으로 기체가 움직이는 반대로 발사된다.
- F (FRONT／프론트)
옵션이 기체 전방으로 배치되며 특수공격은 와이드 레이저로 초대형의 레이저 빔을 발사한다.
- W (WIDE／와이드)
옵션이 기체의 후방에 흩어져 배치되며 특수공격은 5웨이 샷으로 넓게 펴지는 5방향의 탄을 발사한다.
- I (IN-LINE／인-라인)
옵션이 기체의 상하로 나뉘어 배치되며 특수공격은 라이트닝 레이저로 전기형 레이저 공격을 한다.
- A (ATTACK／어택)
옵션을 전방으로 날려서 공격하며 화면 끝까지 날아간 옵션은 다시 기체에게 서서히 돌아오며 기체에 닿으면 또 다시 날아간다. 기체에 돌아오지 못하고 화면 왼쪽 끝으로 날아가 다시 화면 오른쪽 끝에서 날아온다. 특수공격은 소드 레이저로 상하 끝으로 레이저 벽이 형성되는데 파로디우스 시리즈의 벨 파워 중 국일문자에 가깝다. 특수공격시 기체는 기본 레이저를 발사한다.

## 스테이지 구성
1. 중립지대
라즈 제국과 전투의 최전선에 들어선 지역.
엑스트라 모드로 이 스테이지에서 해당 점수를 획득하면 더블 파워업을 하나 획득한다.
2. 소행성
라즈 제국을 향하여 이 지역을 통과해야한다. 그곳에는 오래전에 박테리안이 병기를 설치한 전선기지였다. 지금은 미지의 생명체가 탄생하는 토지로 모아이나 제로스포스가 등장한다. 참고로 일부의 모아이는 파괴할 수 없다.
엑스트라 모드로 이 스테이지에서 해당 점수를 획득하면 더블 파워업을 하나 획득한다.
3. 제국 함대
라즈 제국의 전함이 전진하고 있다. 전함 중에서 적 기체를 출진시키거나 탄이나 미사일을 발사하는 전함들이 있다. 전함을 파괴하면 파워업 캡슐이 나오며 어두운 색의 전함을 파괴하면 포메이션 캡슐이 나온다.
엑스트라 모드로 이 스테이지에서 해당 점수를 획득하면 기체의 상하로 발사하는 미사일 파워업 2웨이 미사일을 획득한다.
4. 우주 고속로
라즈 제국의 중심부로 향하는 고속로. 도중에 고속 지대가 존재한다. 고속 지대를 통과하면 제국의 기지 입구에 도착한다.
엑스트라 모드로 이 스테이지에서 해당 점수를 획득하면 더블 파워업을 하나 획득한다.
5. 라즈 제국 기지
제국의 본거지에 침입, 도중에 다수의 보스 공간이 존재한다. 플레이어는 보스 공간을 상하좌우로 임의로 선택이 가능하다. 공간마다 이전 스테이지 보스 또는 전작에 등장했던 요소들도 볼 수 있다. 통과하면 빅 코어가 한대 나타나는데 파괴하면 2대 동시에 또 출연한다. 통과하면 최종보스가 등장한다.
엑스트라 모드로 이 스테이지에서 해당 점수를 획득하면 옵션을 경질화시키는 옵션 파워업 메탈 옵션을 획득한다.

더블 파워업에는 기체의 전후로 탄을 발사하는 테일 건, 기체의 전방과 수직 위로 탄을 발사하는 버티컬, 점점 확대되는 파형 레이저를 발사하는 리플 레이저가 있다. 엑스트라 모드의 스테이지 1,2,4 중 하나에서 지정 점수를 달성했을 경우 테일 건, 버티컬, 리플 레이저의 순으로 하나씩 획득하게 된다.